# Marvin Egho
Marvin Egho (Vienna, 9 maggio 1994) è un calciatore austriaco, attaccante dell'Hvidovre.

## Palmarès

### Club

#### Competizioni nazionali
- Campionato slovacco: 1

Spartak Trnava: 2017-2018
- Coppa di Danimarca: 1

Randers: 2020-2021